# Arrêt Peuple saramaca c. Suriname
L'arrêt Peuple Saramaca c. Suriname est une décision de la Cour interaméricaine des droits de l'homme prise en novembre 2007 concernant les droits territoriaux au sein du droit surinamais des Saamakas. Cette affaire était en cours depuis le milieu des années 90 et suit notamment la décision de la CIADH de 2005 concernant le massacre de Moïwana. La décision prise par la Cour interaméricaine a fait jurisprudence pour les droits territoriaux de tous les peuples marrons et autochtones d'Amérique (sauf en Guyane), notamment sur le droit de la consultation préalable en Amérique latine.

## Contexte
En 1964, le barrage d'Afobaka est construit qui inonde environ la moitié des rives où vivent les Saamaka.